# Marc Popil·li Lenat (cònsol 359 aC)
Marc Popil·li Lenat (llatí: Marcus Popillius M. f. C. n. Laenas) va ser un magistrat romà. Formava part de la família dels Popil·li Lenat, una branca plebea de la gens Popíl·lia.
Va ser elegit cònsol l'any 359 aC. Suposadament va aturar uns disturbis civils amb la seva eloqüència, però Titus Livi parla d'un sobtat atac durant la nit dels tiburtins. La ciutat estava plena de consternació i atemorida. Però a la matinada, tan aviat com els romans van organitzar un cos suficient, els enemics van ser rebutjats. L'any 358 aC apareix perseguint a Gai Licini Calvus Estoló que havia transgredit la seva pròpia llei i posseïa més 500 jugueres de terra. Algunes fonts diuen que l'any 357 aC va ser pretor però Livi no ho confirma i fins i tot sembla improbable, i més aviat hauria estat edil.
El 356 aC va tornar a ser cònsol per segona vegada i va rebutjar altre cop atacs dels tiburtins, als que va reconduir cap a les seves ciutats.
L'any 350 aC va ser cònsol per tercera vegada i va lluitar contra els gals als quals va derrotar en una batalla en la qual va resultar ferit. Per aquesta victòria va obtenir els honors del triomf, el primer obtingut per un plebeu. L'any 348 aC va ser altre cop cònsol, per quarta i darrera vegada i va concloure la seva brillant carrera.